# Vater Rhein (Schiff, 1995)
Die Vater Rhein ist ein 1995 für die Bingen-Rüdesheimer Fähr- und Schifffahrtsgesellschaft gebautes Binnenfahrgastschiff, das die Reederei für Rundfahrten, Ausflugsfahrten und im Charterverkehr im Oberen Mittelrheintal nutzt.

## Geschichte
Auf Bestellung der genossenschaftlichen Bingen-Rüdesheimer Fähr- und Schifffahrtsgesellschaft aus Bingen am Rhein stellte die Lux-Werft in Mondorf den Neubau unter der Baunummer 137 im Jahr 1995 fertig. Bei der Ablieferung im gleichen Jahr wurde das Schiff auf den Namen Vater Rhein getauft. Es ist damit das zweite Schiff der Reederei nach der 1990 verkauften ersten Vater Rhein, die später in Mosella umbenannt wurde, das diesen Namen trägt. Der Name Vater Rhein stammt vom keltisch-römischen Flussgott Rhenus, der als Personifikation des Rhein galt.
Mit dem Neubau ersetzte die Reederei die 1960 gebaute Theodor Heuss, die noch im gleichen Jahr an die Mosel verkauft wurde. Zugleich modernisierte die Bingen-Rüdesheimer damit ihre Flotte von Fahrgastschiffen und erhöhte die Beförderungskapazität mit dem großen Schiff, das aufgrund seiner Größe zum Flaggschiff der Reederei wurde. Seit der Indienststellung ist die Vater Rhein ausschließlich für die „Bingen-Rüdesheimer“ in Fahrt.
Die Reederei setzt die Vater Rhein auf allen Angeboten – Linien-, Rund- und Sonderfahrten – ein. Ihre Ausgangspunkte sind in der Regel Rüdesheim sowie Bingen, von denen das Schiff vor allem im Oberen Mittelrheintal Ausflugsfahrten unterschiedlicher Länge und Dauer zur Burg Rheinstein, nach Bacharach oder Sankt Goar und Sankt Goarshausen durchführt. Darüber hinaus bewirbt die Reederei das Schiff aufgrund der flexiblen Raumaufteilung insbesondere für Sonderfahrten.

## Das Schiff
Die Vater Rhein ist 54,15 Meter lang und 10,20 Meter breit. Der Tiefgang beträgt 1,20 Meter. Angetrieben wird das Schiff von zwei MAN-Dieselmotoren mit zusammen 880 PS. Das Schiff ist für 750 Passagiere zugelassen und hat 450 Sitzplätze in den beiden Salons und 300 Plätze im Freien.